# Caspar Peter Rothe Ingerslev
Caspar Peter Rothe Ingerslev (født 2. august 1800 i Aarhus, død 20. september 1864) var en dansk godsejer og politiker, søn af rådmand Hans Peter Ingerslev (1762-1830] og Severine Elisabeth, født Rothe (1773-1828), far til Hans Peter Ingerslev (1831-1896).
Ingerslev tog 1818 dansk juridisk eksamen og blev derefter godsforvalter på Lyngbygård og 1825 prokurator i Aarhus (indtil 1842). Ingerslev overtog 1830 faderens ejendom, hovedgården Rugård ved Ebeltoft, men solgte den 1835 til sin svoger og købte Marselisborg ved Aarhus (var medejer siden 1832). Hans forretningsdygtighed og arbejdslyst skaffede ham mange offentlige hverv, og han øvede sin virksomhed i en vid kreds. 
Han var 1840 medstifter af brandforsikringen Jylland og 1842 af Aarhus Amts Landboforening (kasserer indtil 1858); siden 1842 kassekontrollør ved Bankkontoret i Aarhus og medlem af amtsrådet (desuden i en lang årrække formand for sogneforstanderskabet); 1851-1858 og på ny 1862-1864 formand i repræsentantskabet for den Nørrejyske Kreditforening. 
Også i det politiske liv gjorde han god tjeneste, dog uden at indtage nogen fremragende stilling: han gav møde som stænderdeputeret i Viborg 1836-1848 og var folketingsmand 1853-1854, valgtes endelig 1862 til Landstinget. Han blev valgt til Rigsrådet i 1863 og i 1864 til Rigsrådets Landsting. 1842 blev han kancelliråd og 1860 justitsråd.